# Mesnac
Mesnac| é uma comuna francesa na região administrativa da Nova Aquitânia, no departamento de Charente. Estende-se por uma área de 6,51 km². Em 2010 a comuna tinha 419 habitantes (densidade: 64,4 hab./km²).